# Hubert Marischka
Pour les articles homonymes, voir Marischka.
Hubert Marischka est un acteur, réalisateur et scénariste autrichien né le 27 août 1882 à Vienne et décédé le 4 décembre 1959  dans cette même ville. Il est le frère d'Ernst Marischka, le père de Georg Marischka et de Franz Marischka.

## Filmographie partielle

### En tant que réalisateur
- 1913 : Der Millionenonkel (de)
- 1915 : Zwei Freunde (de)
- 1915 : Das erste Weib (de)
- 1918 : Um ein Weib (de)
- 1918 : Wo die Lerche singt
- 1936 : Confetti (de) (Konfetti)
- 1937 : Der letzte Wiener Fiaker
- 1938 : Son hussard (Ihr Leibhusar)
- 1939 : Le bonheur habite tout à côté (Das Glück wohnt nebenan)
- 1939 : Sens dessus dessous (Drunter und drüber)
- 1939 : Voyage de noces à trois (Hochzeitsreise zu dritt)
- 1940 : Le Petit Chocolatier (Der ungetreue Eckehart)
- 1940 : La Mélodie du cœur (Herzensfreud - Herzensleid)
- 1941 : Entrez dans la danse (de) (Wir bitten zum Tanz)
- 1941 : Ces voyous d'hommes (Oh, diese Männer)
- 1942 : Trois Filles insensées (Drei tolle Mädels)
- 1943 : Alles aus Liebe
- 1943 : Un mari pour ma femme (Ein Mann für meine Frau)
- 1943 : Une valse avec toi (Ein Walzer mit dir)
- 1944 : Der Meisterdetektiv
- 1947 : Mélodies viennoises (de) (Wiener Melodien)
- 1948 : Monsieur le Conseiller administratif (de) (Der Herr Kanzleirat)
- 1948 : Ein Mann gehört ins Haus (de)
- 1950 : Le baiser n'est pas un péché (Küssen ist keine Sund)
- 1951 : Jardin public (de) (Stadtpark)
- 1952 : La Rose de Wörthersee (Du bist die Rose vom Wörthersee)
- 1952 : Knall und Fall als Hochstapler (de)
- 1954 : La Perle de Tokay (de) (Die Perle von Tokay)
- 1955 : Fais briller le soleil (de) (Laß die Sonne wieder scheinen)
- 1956 : Amour, été et musique (de) (Liebe, Sommer und Musik)

### En tant qu'acteur
- 1932 : Gräfin Mariza de Richard Oswald : Török, Gutsverwalter